# Воронин, Геннадий Петрович
Геннадий Петрович Воро́нин (род. 26 ноября 1941, с. Кустанаевка, Амурская область) — советский, российский инженер; действительный государственный советник 1-го класса, председатель Госстандарта России (1997—2001); доктор экономических наук, доктор технических наук, профессор.

## Биография
В 1966 г. окончил Рязанский радиотехнический институт по специальности «инженер-электрик». С 1966 года работал на Ульяновском машиностроительном заводе им. В. Володарского, в 1971—1977 гг. — главным инженером Ульяновского приборостроительного завода «Комета». С 1977 г. — в министерстве судостроительной промышленности СССР: главный инженер, начальник Главного управления, с 1986 г. — заместитель министра.
В 1992—1996 гг. — заместитель председателя Госкомоборонпрома; в 1996—1997 гг. — заместитель министра промышленности РФ, одновременно член коллегии Государственного комитета РФ по науке и технологиям. Организовывал разработку и серийное производство различных радиоэлектронных систем управления и стрельбовых систем для атомных подводных лодок и надводных кораблей ВМФ.
В 1997—2001 гг. — председатель Государственного комитета Российской Федерации по стандартизации, метрологии и сертификации. Одновременно возглавлял Межведомственную комиссию по времени и эталонным частотам (1997); состоял членом Межведомственной комиссии по предупреждению и ликвидации чрезвычайных ситуаций (1997—1999), членом Научного совета при Совете безопасности РФ (1999). С 2001 г. на пенсии.
В 2002—2003 гг. — генеральный директор Российского центра испытаний и сертификации «Ростест-Москва».
В разные годы занимал также должности:
- Президент Всероссийской организации качества[3];
- руководящие должности в международных организациях по стандартизации, метрологии, сертификации и управлению качеством: Евро-Азиатском международном совете по стандартизации, метрологии и сертификации стран — членов СНГ (ЕАСК) в качестве председателя Российской группы, в Российско-американской рабочей группе по стандартизации и в Комиссии по двухстороннему сотрудничеству с Южной Кореей в качестве сопредседателя, в Совете Международной организации по стандартизации (ИСО), Совете президентов Международной электротехнической комиссии (МЭК), в Тихоокеанском Конгрессе по стандартизации (ПАСК);
- председатель совета директоров ЗАО «Концерн „Наноиндустрия“»[4];
- Председатель Комитета Торгово-промышленной палаты РФ по качеству продукции[2];
- член Совета Азиатской сети качества;
- председатель экспертного совета «Московское качество»;
- член Московского интеллектуального делового клуба Н. И. Рыжкова;
- главный редактор журнала «Стандарты и качество»;
- президент Академии проблем качества;
- член докторского диссертационного совета;
- член экспертного совета Высшей аттестационной комиссии РФ;
- член координационного совета по техническим наукам РАН;
- член редакционного совета 40-томной энциклопедии «Машиностроение».

Является действительным членом семи международных и отраслевых академий, членом Королевского института морских инженеров Великобритании, Европейского инженерного совета.
Имеет 11 авторских свидетельств и свыше 200 научных публикаций.

## Награды и признание
- орден «За заслуги перед Отечеством» IV степени
- орден Трудового Красного Знамени
- орден «Знак Почёта»
- Государственная премия СССР
- Государственная премия Российской Федерации в области науки и техники
- медали
- Почётное именное оружие
- Почётная грамота Правительства России (дважды)
- Заслуженный машиностроитель Российской Федерации
- Заслуженный инженер РФ
- орден преподобного Сергия Радонежского (Русская Православная церковь)
- орден «Звезда Вернадского» I степени Международного межакадемического союза
- премия Андрея Первозванного — за укрепление оборонной мощи России
- премия «Человек года» (1999)
- премия «Человек десятилетия» (2000)
- «Серебряный крест» Русского биографического института
- «Золотой знак» Болгарии за научно-техническое сотрудничество
- Премия имени Петра Великого (2002).